# Barna Zsigmond
Nyermeghi Barna Zsigmond (Nagykároly, 1829. február 8. – Budapest, 1883. május 31.) főjegyző, fővárosi tanácsos, ügyvéd. Pest városának főjegyzője, később tanácsosa, Barna Ignác és Barna Ferdinánd testvéröccse volt.

## Élete
Apja gimnáziumi tanár volt Nagykárolyban. Iskoláit szülővárosában, majd bölcsészeti tanulmányokat Szatmáron és Pécsett végzett. Pesti orvostanhallgató volt, amikor 1848 júniusában önként jelentkezett az alakulóban lévő 1. honvédzászlóaljba, december 28-tól őrmester, hadnagy, később főhadnagy volt alakulatánál a (fel-dunai), illetőleg a VII. hadtestben. „Az egész hadjáratot végig küzdötte; a télit Görgey alatt, a nyárit a VII. hadtestben Pöltenberg alatt. Világosnál mint főhadnagy tette le fegyverét. Zászlóaljának egy ütközetéből sem hiányzott. Gyuláról mint foglyot Aradra vitték s ott besorozták az 1. számú morva császári és királyi” gyalogezredbe. Tehát a szabadságharc leverése után 1849. december 15-től büntetésből közlegényként szolgált Lombardiában, majd szembaja miatt 1851 decemberében eltávozhatott. Másik forrás szerint csak 1857. június 30-án szerelték le.
Városi aljegyző volt Nagykárolyban, 1861-től Pesten, majd a megüresedett főjegyzői széket vele töltötték be. 1877-től tanácsnokká léptették elő, s mint írták a róla szóló visszaemlékezésben, a legnehezebb ügyosztályok terhe nehezedett rá (adóügyi, gazdasági majd a középítésügyi osztályoké), s bár központilag eltörölték a délutáni hivatalos órákat, nála mindig megmaradtak.
1867-től a Pest városi Honvédegylet tagja volt. Ugyancsak, mint tiszteleti tag működött a Budapest Fővárosi Díjnokok Segélyegyletében.
Öngyilkos lett 1883. május 31-én, s Ráth Károly főpolgármesternek hátrahagyott búcsúlevele utóiratából kirajzolódik, hogy valóban az elhatalmasodott üldözési mániája okozta pillanatnyi elmezavar miatt: „Terrorizálva vagyok. A rendőrkémek mindig nyomomban vannak. Az isten szerelméért, hát miért? Elmém meg van zavarodva, dolgozni nem tudok.” Temetése Budapest székesfőváros Törvényhatósága tisztviselőinek nagy részvéte mellett 1883. június 2-án történt meg, koporsóját a IV. kerületi (ma V. kerület) Só utca 14. szám alatti lakásából a Kerepesi úti temetőbe kísérték, sírja ma jeltelen.
Felesége 1868-tól csanádi Meskó Berta volt (meghalt Budapesten, 1919-ben). Nekrológja szerint „négy serdületlen árva” (Sándor, Borbála, Pál és János)  maradt utána.

## Munkái

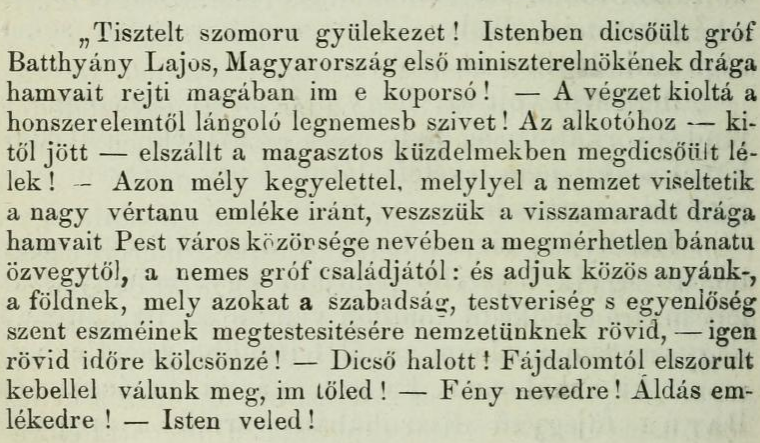
Batthyány Lajos temetésén városi főjegyzőként elmondott rövid búcsúbeszéde (in: Vahot Imre: Gróf Batthyány Lajos élet- és jellemrajza. Bp, 1873. 112. old.)

- Emlékbeszéd, melyet néhai Rottenbiller Lipót, Pest város polgármestere arczképének leleplezési ünnepélyén tartott. Pest 1871.
- Jelentés szab. kir. Pest város törvényhatósága 1871. évi működésének főbb mozzanatairól. Uo. 1872.
- Átpillantás szab. kir. Pest város köztörvényhatósága 1867. évi május havában alakult s 1873. évi okt. 24. lelépett képviselő-testületének működése felett. Uo. 1873.
- Emlékbeszéd boldogult József cs. kir. főherczeg, Magyarország nádora születésének százados évfordulója ünnepén. Bpest, 1876.